# Potamilla leptochaeta
Potamilla leptochaeta är en ringmaskart som beskrevs av Rowland Southern 1921. Potamilla leptochaeta ingår i släktet Potamilla och familjen Sabellidae. Inga underarter finns listade i Catalogue of Life.